# Globster
Als Globster bzw. Blob (englisch: ‚Klumpen‘) bezeichnet man große, knochenlose und gummiartige Kadaver, die an verschiedenen Stellen des Meeres an den Strand gespült wurden. Während diese in kryptozoologischen Theorien als Überreste von Riesenkraken und anderen Kryptiden dargestellt werden, konnten die meisten durch wissenschaftliche Methoden als Überreste von Walen identifiziert werden.

## Übersicht
| Name                      | Fundjahr | Fundort                           | Ursprung  | Evidenz                               |
| ------------------------- | -------- | --------------------------------- | --------- | ------------------------------------- |
| Monster von Stronsay      | 1808     | Stronsay, Schottland              | Riesenhai | anatomische Untersuchung              |
| Monster von St. Augustine | 1896     | St. Augustine, Florida            | Wal       | biochemisch, mikroskopisch            |
| Trunko                    | 1924     | Margate, Südafrika                |           |                                       |
| Tasmanischer Globster     | 1960     | Tasmanische Westküste, Australien | Wal       | biochemisch, mikroskopisch            |
| Neuseeländischer Globster | 1965     | Muriwai Beach, Neuseeland         | Wal       | Labortests                            |
| Gambo                     | 1983     | Kotu, Gambia                      |           | Existenz zweifelhaft                  |
| Bermuda Blob 1            | 1988     | Mangrove Bay, Bermuda             | Wal       | biochemisch, mikroskopisch            |
| Nantucket Blob            | 1996     | Nantucket, Massachusetts          | Finnwal   | genetisch, biochemisch, mikroskopisch |
| Bermuda Blob 2            | 1997     | Bermuda                           | Wal       | biochemisch, mikroskopisch            |
| Neufundland Blob          | 2001     | Fortune Bay, Neufundland, Kanada  | Pottwal   | genetisch                             |
| Chilenischer Blob         | 2003     | Los Muermos, Chile                | Pottwal   | genetisch, biochemisch, mikroskopisch |

## Wissenschaftliche Untersuchungen
Eine Gruppe um Sidney K. Pierce von der University of Florida hat in zwei Studien Proben mehrerer Globster untersucht. Alle untersuchten Objekte stellten sich zweifelsfrei als Walüberreste heraus.

### 1995
Proben vom Bermuda Blob 1 und dem St. Augustine Monster wurden mit denen zweier Fische und je eines Krakens, Kalmars und Wals verglichen. Neben dem Aminosäureprofil wurden auch Untersuchungen mit einem Elektronenmikroskop durchgeführt.
| Probe          | Bermuda- Kadaver (1988) | St. Augustine- Kadaver (1896) | Gewöhnlicher Krake (Mantel) | Todarodes pacificus (Mantel) | Karpfen (Haut) | Wal (Haut) | Dornhai (Haut) |
| -------------- | ----------------------- | ----------------------------- | --------------------------- | ---------------------------- | -------------- | ---------- | -------------- |
| Asparaginsäure | 52                      | 50                            | 53                          | 58                           | 48             | 46         | 43             |
| Threonin       | 27                      | 28                            | 28                          | 26                           | 25             | 24         | 23             |
| Serin          | 47                      | 45                            | 52                          | 47                           | 43             | 41         | 61             |
| Hydroxyprolin  | 79                      | 54                            | 95                          | 89                           | 82             | 89         | 60             |
| Prolin         | 88                      | 169                           | 101                         | 96                           | 117            | 128        | 106            |
| Glutaminsäure  | 83                      | 82                            | 64                          | 86                           | 69             | 70         | 68             |
| Glycin         | 339                     | 330                           | 324                         | 308                          | 326            | 326        | 338            |
| Alanin         | 113                     | 106                           | 100                         | 89                           | 119            | 111        | 106            |
| Valin          | 25                      | 18                            | 19                          | 21                           | 18             | 21         | 25             |
| Cystein        | 0                       | 0                             | 8                           | 4                            | 0              | 0          | 0              |
| Methionin      | 0                       | 0                             | 6                           | 8                            | 14             | 5          | 18             |
| Isoleucin      | 14                      | 11                            | 22                          | 21                           | 11             | 11         | 15             |
| Leucin         | 32                      | 28                            | 30                          | 32                           | 22             | 25         | 25             |
| Tyrosin        | 0                       | 0                             | 5                           | 5                            | 3              | 4          | 3              |
| Phenylalanin   | 16                      | 14                            | 8                           | 12                           | 14             | 13         | 13             |
| Hydroxylysin   | 13.1                    | 15.3                          | 15.7                        | 16.1                         | 7.1            | 6          | 5.5            |
| Lysin          | 10                      | 0.4                           | 11                          | 15                           | 25             | 26         | 27             |
| Histidin       | 6                       | 4                             | 3                           | 7                            | 5              | 6          | 13             |
| Arginin        | 55                      | 48                            | 58                          | 59                           | 52             | 50         | 51             |

Beide Globster werden mikroskopisch als fast reines Kollagen beschrieben. Das Bindegewebe habe weder die biochemischen Charakteristika, noch die mikroskopische Anordnung, die man bei Wirbellosen, also insbesondere Kraken und Kalmaren, erwarten würde.
Es handle es sich bei beiden um die Haut eines warmblütigen Wirbeltiers, vermutlich die Überreste von Walblubber.

### 2004
In einer weiteren Untersuchung wurden diverse Globster verglichen, u. a. die des St. Augustine-Kadavers. Neben den Aminosäureprofilen und einer Elektronenmikroskopie wurden die Proben auch genetischen Untersuchungen unterzogen.
| Probe (Fundjahr)               | Chile (2003) | St. Augustine* (1896) | Bermuda 1* (1988) | Bermuda 2 (1997) | Tasmanien (1960) | Nantucket (1996) |
| ------------------------------ | ------------ | --------------------- | ----------------- | ---------------- | ---------------- | ---------------- |
| Asparaginsäure                 | 28           | 50                    | 52                | 42               | 31               | 45               |
| Threonin                       | 22           | 28                    | 27                | 19               | 19               | 23               |
| Serin                          | 40           | 45                    | 47                | 36               | 50               | 35               |
| Hydroxyprolin                  | 90           | 54                    | 79                | 113              | 84               | 146              |
| Prolin                         | 213          | 169                   | 88                | 182              | 92               | 136              |
| Glutaminsäure                  | 63           | 82                    | 83                | 62               | 78               | 63               |
| Glycin                         | 314          | 330                   | 339               | 298              | 363              | 280              |
| Alanin                         | 96           | 106                   | 113               | 94               | 133              | 94               |
| Valin                          | 13           | 18                    | 25                | 21               | 22               | 22               |
| Cystein                        | 0            | 0                     | 0                 | 0                | 0                | 0                |
| Methionin                      | 4            | 0                     | 0                 | 3                | 1                | 3                |
| Isoleucin                      | 8            | 11                    | 14                | 10               | 11               | 11               |
| Leucin                         | 25           | 28                    | 32                | 23               | 30               | 25               |
| Tyrosin                        | 3            | 0                     | 0                 | 0                | 0                | 6                |
| Phenylalanin                   | 12           | 14                    | 16                | 12               | 15               | 14               |
| Hydroxylysin                   | 11           | 15                    | 13                | 26               | 7                | 20               |
| Lysin                          | 21           | 0.4                   | 10                | 18               | 12               | 25               |
| Histidin                       | 6            | 4                     | 6                 | 0                | 0                | 8                |
| Arginin                        | 29           | 48                    | 55                | 42               | 51               | 45               |
| *Daten von Pierce et al., 1995 |              |                       |                   |                  |                  |                  |

Die mikroskopische Struktur aller Blobs wird als fast identisch und fast ausschließlich aus reinem Kollagen bestehend beschrieben, ähnlich dem von Walen. Das Aminosäureprofil stützt diese Aussage. Fast alle Zellen seien der Verwesung zum Opfer gefallen.
Der Globster aus Chile konnte in zwei unabhängigen genetischen Untersuchungen mit 99- bzw. 100-prozentiger Übereinstimmung einem Pottwal zugeordnet werden. Die Probe aus Nantucket weist eine 99-prozentige Übereinstimmung mit einem Finnwal auf. Aus den anderen Proben konnte keine replizierbare DNA für einen Vergleich gewonnen werden.
Die Wissenschaftler identifizieren in der Gesamtschau der genetischen, mikroskopischen und biochemischen Untersuchungen alle sechs Proben zweifellos als verweste Walüberreste.

## Das Monster von St. Augustine (1896)

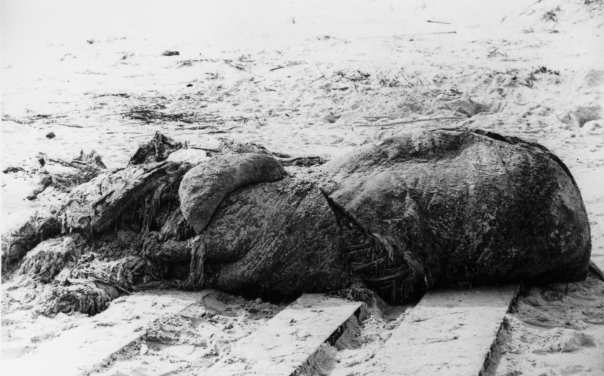
Das Monster von St. Augustine

Am 30. November 1896 fanden zwei Jungen am Strand von St. Augustine einen großen Kadaver. Sie informierten Dr. DeWitt Webb, einen Arzt mit einer Leidenschaft für Naturgeschichte. Das Objekt war ca. 6,4 m lang, 2,1 m breit und 1,4 m hoch, das Gewicht wurde auf 7 Tonnen geschätzt. Die harte, gummiartige Masse zeigte Verwesungserscheinungen, der Prozess schien sich jedoch nach drei Monaten an Land nicht weiter fortzusetzen. Webb erkannte Strukturen, die er für Stümpfe und abgetrennte Arme hielt, und ging davon aus, die Überreste eines gigantischen Oktopus vor sich zu haben.
Er ließ das Tier fotografieren und schickte die Bilder und eine genaue Beschreibung an Joel Asaph Allen von der Harvard University, über eine Antwort ist nichts bekannt. Der Brief wurde dem Weichtierexperten Addison Emery Verrill von der Yale University zugespielt. Dieser hatte sich zuvor intensiv mit Riesenkalmaren beschäftigt und ordnete das Monster von St. Augustine vorläufig ebendiesen zu. Nachdem er weitere Bilder und Beschreibungen von Webb erhalten hatte, revidierte er kurze Zeit später seine Meinung, und klassifizierte es als Octopus giganteus, und spekulierte über eine mögliche Verwandtschaft mit Cirroteuthis, einer Art cirrentragender Kraken.
Wenige Monate später, nach weiterer Korrespondenz mit Webb und dem Erhalt von Gewebeproben, sah Verrill die Überreste eines Wals als "einzig plausible" Erklärung für den Ursprung des Objekts. Er identifizierte das Material als Bindegewebe und nicht, wie bei einem Kopffüßer zu erwarten wäre, als Muskel.
Der Kadaver wurde vor April 1897 vom Strand näher nach St. Augustine geschleppt, um ihn vor weiterer Verwitterung zu schützen. Der weitere Verbleib ist ungeklärt.

### Analysen

#### Wood und Gennaro (1971)
1957 entdeckte Dr. Forrest Glenn Wood, Kurator in einem nahegelegenen Themenpark für Meeressäuger und späterer Mitgründer der International Society of Cryptozoology (ISC), einen Zeitungsschnipsel über das Monster von St. Augustine. Nachdem er erfuhr, dass die Smithsonian Institution eine Gewebeprobe aufbewahrt hatte, konnte er das Museum überzeugen, einen Teil davon an seinen Kollegen Dr. Joseph F. Gennaro Jr., Zellbiologe an der University of Florida, zu schicken.
Gennaro verglich die Gewebeprobe mit Kontrollproben von Kraken und Kalmaren. Einzelne Zellen konnte er nicht ausmachen, anhand der Struktur der Bindegewebsfasern stufte er die Probe jedoch "zweifellos" als von einer Krake stammend ein. Er publizierte seine Ergebnisse in der Märzausgabe des Magazins Natural History.

#### Mackal (1986)
1987 publizierte der Biologe Roy Mackal, ebenfalls Mitgründer der ISC, eine biochemische Analyse des Aminosäureprofils und der Eisen- und Kupferkonzentrationen der Probe des Kadavers und bekannter Meeressäuger und Kalmare.
| Probe                          | Zügeldelfin | St. Augustine-Kadaver | Riesenkalmar(Arm) | Riesenkalmar (Mantel) | Riesenkalmar (Flosse) | Beluga(Haut) |
| ------------------------------ | ----------- | --------------------- | ----------------- | --------------------- | --------------------- | ------------ |
| Asparaginsäure                 | 10.5        | 5.9                   | 10.5              | 11.7                  | 10.3                  | 10.5         |
| Threonin                       | 4.6         | 2.5                   | 4.9               | 5.4                   | 4.8                   | 4.6          |
| Serin                          | 7.1         | 3.9                   | 6.0               | 5.8                   | 5.5                   | 8.0          |
| Glutaminsäure                  | 17.7        | 8.8                   | 14.2              | 16.6                  | 12.6                  | 16.7         |
| Prolin                         | 4.7         | 16.8                  | 6.3               | 4.7                   | 6.5                   | 4.3          |
| Glycin                         | 10.6        | 34.6                  | 19.2              | 11.5                  | 20.0                  | 14.2         |
| Alanin                         | 7.5         | 13.4                  | 8.6               | 9.5                   | 8.6                   | 7.6          |
| Valin                          | 6.6         | 2.4                   | 4.8               | 5.5                   | 5.3                   | 6.4          |
| Methionin                      | 2.2         | 0.4                   | 1.9               | 2.2                   | 1.9                   | 2.1          |
| Isoleucin                      | 5.1         | 1.2                   | 4.9               | 5.9                   | 5.4                   | 4.           |
| Leucin                         | 10.7        | 2.9                   | 7.8               | 10.0                  | 8.1                   | 10.4         |
| Tyrosin                        | 1.2         | 0.0                   | 0.7               | 0.6                   | 0.5                   | 1.4          |
| Phenylalanin                   | 3.1         | 1.5                   | 2.6               | 3.0                   | 3.2                   | 3.5          |
| Histidin                       | 0.3         | 0.0                   | +                 | +                     | 0.2                   | +            |
| Lysin                          | 1.6         | 0.0                   | 1.0               | 0.9                   | 0.8                   | 0.5          |
| Arginin                        | 6.4         | 5.8                   | 6.6               | 6.7                   | 6.5                   | 5.2          |
| Hydroxylsin                    | 0.0         | 0.0                   | 0.0               | 0.0                   | 0.0                   | 0.0          |
| +: Spuren gemessen, <0,1 Mol-% |             |                       |                   |                       |                       |              |

| Probe       | Zügeldelfin (Muskel) | St. Augustine-Kadaver | Riesenkalmar (Mantel) | Beluga (Haut) |
| ----------- | -------------------- | --------------------- | --------------------- | ------------- |
| Cu (in ppm) | 300                  | 60                    | 240                   | 330           |
| Fe (in ppm) | 1600                 | 200                   | 560                   | 470           |
| Cu/Fe       | 0,19                 | 0,30                  | 0,43                  | 0,70          |

Anhand dieser Ergebnisse stufte er die Probe des "Monsters" als überwiegend kollagenös ein und schloss Blubber "mit Sicherheit" aus. Er vermutete einen bisher unbekannten, riesigen Kopffüßer, vermutlich einen Kraken, als Ursprung.

#### Weitergehende wissenschaftliche Untersuchungen
Pierce et al. konnten in ihren Studien von 1995 und 2004 nachweisen, dass es sich bei dem St. Augustine-Monster um die Überreste eines Wals handelt.

## Globster

### Der erste Globster (1960)
An der Westküste Tasmaniens entdeckten im August 1960 der Viehzüchter Ben Fenton und zwei Treiber einen gewaltigen Gewebeberg, der eine Fläche von etwa 6 mal 5,4 Meter bedeckte. Die Masse wog schätzungsweise 5 bis 10 Tonnen.
Monatelang versuchte Fenton Wissenschaftler zu finden, die sich für das Objekt interessierten. Am 7. März 1962 begutachteten es Zoologen. Erstaunlicherweise zeigte die undefinierbare Masse keinerlei Spuren von Verwesung. Die Zoologen waren ratlos, was es sein könnte: Es hatte weder erkennbare Augen, Mund noch Knochen, dafür aber besaß es auf beiden Seiten seines „Vorderteils“ fünf oder sechs Kiemenschlitze. Die Oberfläche des Objekts war mit feinen Haaren bedeckt.
Es wurden verschiedene Untersuchungen angestellt, so vermutete Professor A. M. Clark von der University of Tasmania einen großen Rochen. Andere hielten „Globster“, wie er jetzt hieß, für Überreste eines Meeressäugetieres. Manche vermuteten sogar ein totes Alien. Die australische Regierung erklärte die Masse schließlich für einen toten Wal.

### Der zweite Globster (1968)
1968 wurde im Osten der Nordinsel Neuseelands am Muriwai Beach ein ähnliches, 10 Meter langes und 2 Meter hohes Objekt angeschwemmt. Auch hier konnte nicht abschließend geklärt werden, worum es sich handelte.

### Der dritte Globster (1970)
1970 wurde, erneut von Ben Fenton, der dritte Globster entdeckt. Er strandete ein paar Meilen südlich von Sandy Cape. Wie Fenton einem Journalisten erzählte, wollte er einen ähnlichen Trubel wie zehn Jahre zuvor vermeiden und suchte deshalb nicht erneut nach interessierten Wissenschaftlern. Daher ist vom dritten Globster fast nichts bekannt.

### Der vierte Globster (1997)
1997 wurde an Tasmaniens Küsten wieder ein Globster angeschwemmt. Genau wie bei anderen Globsters hatte die Masse keine Knochen, dafür war sie aber mit feinen Fasern bedeckt. Sie wog vier Tonnen und besaß fuß- oder schwanzartige Vorwölbungen.
Untersuchungen haben ergeben, dass es sich hierbei um Wal-Blubber handelte.

## Der Blob
1988 fand der Fischer und Schatzjäger Teddy Tucker am Strand der Mangrove Bay von Bermuda eine knochen- und knorpellose weiße Masse. Das 2,5 Meter lange, 1,25 Meter breite und 0,3 Meter hohe Objekt wog schätzungsweise einige tausend Pfund.
Tucker schnitt Proben aus der Masse und schickte sie verschiedenen Wissenschaftlern.
Zunächst war man ratlos, worum es sich handeln könnte, bis die Haiexpertin Eugenie Clark von der University of Maryland und einige Kollegen das Monster von St. Augustine untersuchten und mit dem Gewebe von Kopffüßern und Buckelwalen verglichen. Nach elektronenmikroskopischen und biochemischen Versuchen fanden sie heraus, dass die beiden Objekte nicht von Weichtieren stammten. Aber sie gehörten auf keinen Fall der gleichen Art an, so war der Blob wahrscheinlich ein wechselwarmes Tier, der Kadaver von St. Augustine stammte wohl von einem Säugetier.
Ihre Erklärung für Objekte dieser Art war, dass die Knochen der Kadaver sich vom Fleisch gelöst haben und versunken sind und Bakterien alles, bis auf die Kollagenschicht, gefressen hatten.

## Hinweise auf riesige Oktopoden

### Die Riesenkraken der Bahamas
Die Bewohner der Bahamas erzählen von großen Oktopoden mit bis zu 20 Meter langen Armen.
Ein Amtmann von Andros Island erzählte, er habe mit seinem Sohn gefischt und plötzlich habe etwas kräftig an der Leine gezogen. Als sie den Haken hochzogen, soll ein riesiger Oktopus daran gehangen haben, der sich kurz darauf an ihr Boot heftete und lange dort blieb, bevor er wieder abtauchte.
In den tiefen Abgründen rund um die Insel Andros sollen riesige Kopffüßer leben, die Lusca genannt werden. Der Fischer Sean Ingram erzählte, ein großes Tier habe seine in vielen Metern Tiefe aufgestellten Krabbenfallen angegriffen und zwei zerstört. Das Sonar seines Schiffes zeigte ein etwa 15 Meter großes, pyramidenförmiges Tier, das sich an den Fallen zu schaffen machte.
Auch Jacques Cousteau berichtete von riesigen Oktopoden, die zwischen Florida und den Bahamas leben sollen. Auf einer Expedition wurde eine Kamera ins Wasser gelassen, ein gewaltiges Tier soll die Leine zerrissen haben. Als sie wieder geborgen werden konnte, zeigte sie nur eine undefinierbare Masse aus braunem Fleisch.

### Andere Riesenkraken
1835 behauptete der Chirurg Thomas Beale, am Strand einer Insel südlich von Japan von einem riesigen Oktopoden angegriffen worden zu sein.